# السلامي (مناخة)

تعديل مصدري - تعديل

السلامي هي إحدى قرى عزلة لهاب بمديرية مناخة التابعة لمحافظة صنعاء، بلغ تعداد سكانها 124 نسمة حسب تعداد اليمن لعام 2004.